# Східний Гайлендс
6°30′ пд. ш. 145°40′ сх. д. / 6.500° пд. ш. 145.667° сх. д.
Східний Гайлендс (англ. Eastern Highlands, ток-пісін Isten Hailans, укр. Східне Нагір'я) — провінція в Папуа Новій Гвінеї. Адміністративний центр — місто Горока (21 507 осіб — дані за 2013 рік).

## Історія
Перші жителі в цьому районі оселилися 18 000 років тому. Вони жили в кам'яних укриттях у долині Ламарі. 11 000 років тому, вже були заселені долини Калівана і Асар. 9 000 років тому, тут іде вже доволі жвава торгівля з населенням узбережжя, продукцією мисливства і збирання.
У 1927 році у долинах в Асар і Бена поселилися лютеранські місіонери. У 1930-х роках на території провінції працювали австралійські золотошукачі.
В 1942–1945 роках тут були запеклі бої між японськими військами і військами союзників. Місцеве населення активно допомагало союзникам, працюючи робітниками чи носіями вантажів у тропічних лісах. У 1943 році місто Горока кілька разів піддавалося бомбардуванню японської авіації.
У 1946 році Горока стає адміністративним центром провінції.
У 1950-х роках завершується будівництво дороги (Highlands Hwy), яка сполучає Горока із містом Лае. Це сприяє припливу іммігрантів, основною діяльність яких стало вирощування кави арабіки в районах Горока і Кайнанту, яка згодом починає займати чільне місце в економіці Папуа Нової Гвінеї.

## Географія
Провінція розташована в центральній частині країни, в регіоні Гайлендс. На півночі межує із провінцією Маданг, на сході — із провінцією Моробе, на півдні — із провінцією Галф, на заході — із провінцією Сімбу.
Провінція повністю розташована на острові Нова Гвінея і простягнулася із заходу на схід майже на 130 км, а з півночі на південь — на 160 км. Її площа становить 11 157 км² (14-те місце).
Більша частина території провінції лежить у гірських районах: гори Бісмарка — західна частина провінції і Кратке — східна частина. Невелика, північно-східна частина провінції спускається у долину річок Раму і Маркем. Найвищою вершиною провінції є гора Мішель (3750 м) в горах Бісмарка, друга за висотою гора Таблетоп (3686 м) є одночасно найвищою вершиною гір Кратке.
Найбільшою річкою, що протікає землями провінції, є верхів'я річки Раму (640 км), яка тече тут протягом всього 25-30 км в північному — північно-східному напряму спускаючись у долину Раму. Тут протікає кілька невеликих річок, зокрема Асар і Ламарі, які впадають у річку Пурарі.

## Населення
За результатами перепису населення у 2000 році чисельність жителів становила 432 972 особи, що відповідало 2-му місцю серед провінцій країни. 
За попередніми  даними в 2010 році населення провінції становило 582 159 осіб.. За переписом 2011 року населення становило 579 825 осіб, що відповідало 2-му місцю серед всіх провінцій країни.
| 1980    | 1990     | 2000     | 2011     |
| ------- | -------- | -------- | -------- |
| 276 726 | ▲300 648 | ▲432 972 | ▲579 825 |

## Адміністративний поділ

Мапа районів провінції Східний Гайлендс

Територія провінції розділена на вісім районів. Кожен район має одну-дві одиниці місцевого самоврядування (LLG). Для зручності виконання перепису, використовується поділ на відділення в кордонах тих же одиниць місцевого самоврядування.
| Район          | Адміністративний центр | Назва LLG                |
| -------------- | ---------------------- | ------------------------ |
| Генґанофі      | Генґанофі              | Генґанофі (сільська)     |
| Горока         | Горока                 | Горока (міська)          |
| Горока         | Горока                 | Горока (сільська)        |
| Дауло          | Асар                   | Асар-Ватабунґ (сільська) |
| Кайнанту       | Кайнанту               | Кайнанту (міська)        |
| Кайнанту       | Кайнанту               | Кайнанту (сільська)      |
| Луфа           | Луфа                   | Луфа (сільська)          |
| Обура-Воненара | Ламарі                 | Ламарі (сільська)        |
| Обура-Воненара | Ламарі                 | Йолія (сільська)         |
| Окапа          | Окапа                  | Окапа (сільська)         |
| Унґґай-Бенна   | Бенна                  | Унґґай-Бенна (сільська)  |